# Visszatérés Vietnamba
A Visszatérés Vietnamba Nelson DeMille 2002-es regénye. A történet Paul Brenner nyugalmazott nyomozó visszatérését meséli el Vietnámba. A könyv előzménye DeMille 1999-es regénye, az A tábornok lánya.

## Történet
|  | Alább a cselekmény részletei következnek! |

Paul Brennert, az Amerikai Egyesült Államok hadseregének nyugalmazott nyomozóját felkeresik a Bűnügyi Nyomozóhivataltól, és megbízzák, hogy utazzon el Vietnámba, kideríteni egy, a vietnámi háború alatt történt gyilkosságot. A gyilkosság során az egyik amerikai százados lelőtt egy amerikai hadnagyot.
Paul elutazik az ázsiai országba, ahol belépéskor a vietnámi hírszerzés egyik tisztje, Mang ezredes felfigyel Brenner friss vízumára, ugyanis érvelése szerint az amerikaiak mindig legalább egy hónappal előre gondolkoznak. A kihallgatás után Paul elhagyhatja a repülőteret.
Brennerhez később csatlakozik Susan Weber, egy látszólag unatkozó nő, aki az egyik amerikai kereskedelmi vállalat helyi alkalmazottja. Sarah végigkíséri Pault a küldetése során, melynek célja felkutatni azt az egykori észak-vietnámi katonát, aki szemtanúja volt az amerikai tisztek gyilkosságig fajuló civakodásának.
A két amerikai végül megtalálja Tran Van Vinht, az északi veteránt, akitől elviszik a régen elhunyt tiszt értékeit. Az értékek átvizsgálásakor derül ki, hogy az egykori gyilkos százados nem más, mint az USA aktuális alelnöke, a népszerűsége csúcsán lévő, elnök-aspiráns Blake. A nyomozás végére kiderül, hogy szinte az összes amerikai kormányzati szerv, beleértve a Hadsereg hírszerzését, a CIA-t, az FBI-t, stb. azon ügyködik, hogy a terhelő bizonyítékokat eltüntesse.
Paul meggyőzi Susan-t - akiről mellesleg kiderül, hogy szintén a CIA által fizetett személy -, hogy hozzák nyilvánosságra a bizonyítékokat. A Vietnámba látogató alelnök fogadására tartva azonban Mang ezredes letartóztatja Brenneréket, akik hosszabb kihallgatás és a terhelő bizonyítékok elkobzása után szabadon távozhatnak. Így Paulék a fogadásra már üres kézzel érkeznek.
|  | Itt a vége a cselekmény részletezésének! |

## Felépítés
A könyv maga címmel ellátott könyvekből, és cím nélküli, sorszámozott fejezetekből (50 fejezet) épül fel:
- I. könyv: Washington
- II. könyv: Saigon
- III. könyv: Nha Trang
- IV. könyv: Országúton
- V. könyv: Hue
- VI. könyv: Észak
- VII. könyv: Hanoi

## Idézetek
„A bőröndöm után nyúltam, de Méregzsák megragadta a karom. Egy darabka papírt lökött felém. Elvettem, és elolvastam a kézzel írt szavakat: „20$ - beutazási illeték.”

Kis útikönyvem említette az idegenforgalmi adót, mégis olyan érzésem támadt, hogy Méregzsák csak kitalálta a beutazási illetéket. Nem szeretem, ha átvernek, és elérkezett az ideje annak is, hogy visszavágjak egy kicsit. Összegyűrtem a zsaroló levelet, és ledobtam a földre.

- Nem.

Ettől Méregzsák valóságos dührohamot kapott, vietnámiul üvöltözni kezdett, és összevissza hadonászott tömzsi karjával. A katona eközben közönyösen ácsorgott. Felvettem a bőröndöm, és Méregzsák ezúttal nem próbált megállítani, ehelyett tovább ordítozott.

- Di di! Di di mau! - Ez annyit tesz, hogy: „Mozgás!” Méghozzá nem túl udvarias hangnemben.

Már elfordultam volna, amikor eszembe jutott valami, amivel boldoggá tehettem mindenkit. Letettem a bőröndömet, benyúltam a mellényzsebembe, és előhúztam egy húszdolláros bankjegyet a borítékból. Meglobogtattam Méregzsák előtt, majd a csomagokra mutattam. Láthatóan keményen birkózott a kísértéssel: nagyjából háromheti bére állt szembe a méltóságával. Kapkodva körülnézett, majd rám ripakodott, hogy igyekezzek már, miközben felszedte a földről a csomagjaimat. Ha kedvesebb velem, megmutatom neki a kihúzható fület és a bőrön aljára szerelt görgőket is.

Kiléptünk a forró, nyirkos levegőre, amely kipufogógáztól bűzlött. Az eső már csak szemerkélt, és különben is fedett járda vezetett a várakozó taxik sorához. Néhányan elszörnyülködve nézték, hogy egy egyenruhás fickó cipeli a bőröndjeimet, és bizonyára nagymenő amerikainak gondoltak. Elértük a legelső taxit, és a sofőr be akarta tenni a poggyászokat a csomagtartóba, de Méregzsák komolyan vette a feladatot, és személyesen hajította be a csomagokat. Felé nyújtottam a húszast, amit gorombán kikapott a kezemből. Legszívesebben beletérdeltem volna a tökeibe, de az még egy húszasomba került volna. Méregzsák még mondott valami kedveset, azután rárivallt a taxisofőrre, és elviharzott.”

## Magyarul
- Visszatérés Vietnamba; ford. Babits Péter; Alexandra, Pécs, 2007

## Külső hivatkozások
- A könyv leírása DeMille hivatalos honlapján
- 2002-es interjú a szerzővel Archiválva 2021. december 26-i dátummal a Wayback Machine-ben